# Caio Bonfim
Pour les articles homonymes, voir Bonfim.
Caio Oliveira de Sena Bonfim (né le 19 mars 1991 à Sobradinho, District fédéral) est un athlète brésilien, spécialiste de la marche.
Il a participé trois fois aux Jeux Olympiques et sept fois aux championnats du monde d'athlétisme dont il a pris la médaille de bronze en 2017 sur 20 km.
Il détient les records du Brésil du 20 000 m, 20 km, 35 km et 50 km marche.

## Biographie

### Débuts
A 16 ans, il termine 12e des championnats du monde jeunesse en 2007 à Ostrava.
En junior, il termine 6e aux championnats du monde de Bydgoszcz en 2008 et 4e aux championnats du monde de Moncton en 2010.
Il remporte la marche junior sur 10 km de la Coupe panaméricaine de marche 2009.
En 2011, il bat son meilleur temps sur 20 km marche en 1 h 23 min 59 s, à Sesto San Giovanni en mai 2011. Il participe à ses premiers championnats du monde senior et termine 17e à Daegu sur 20 km. En octobre, il marche le 20 km aux Jeux Panaméricains de Guadalajara. Alors en huitième position, il reçoit un troisième carton rouge synonyme de disqualification à cinquante mètres seulement de la ligne d'arrivée.

### 2012: Premiers Jeux Olympiques
Il participe aux Jeux olympiques d'été de 2012 à Londres et termine 38e du 20 kilomètres.
En 2013, il participe aux Championnats du monde de Moscou mais est disqualifié sur l'épreuve du 20 km.

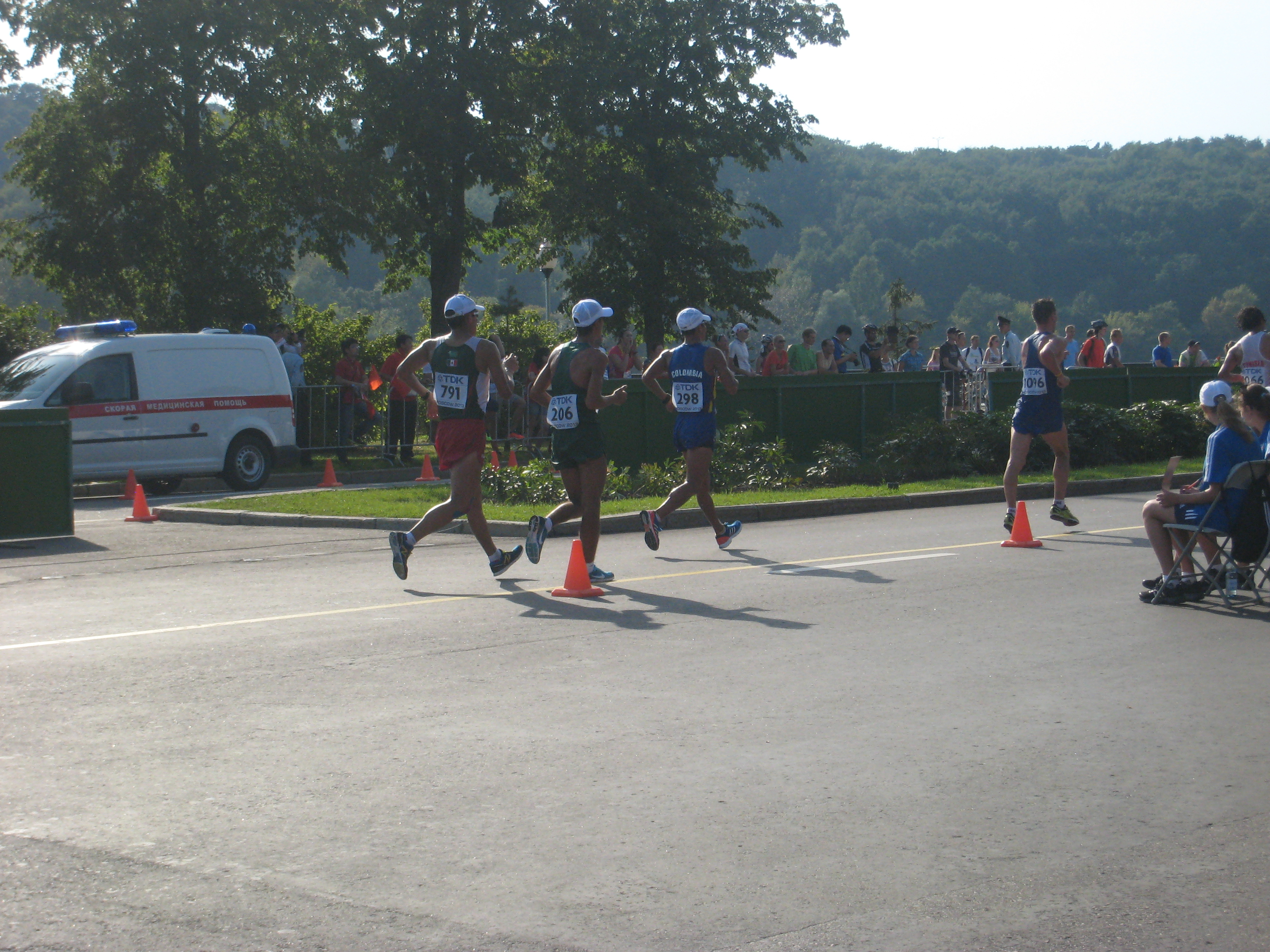
Caio Bonfim lors des championnats du monde de Moscou en 2013

En 2014, il termine 3e du Challenge mondial de marche.
En 2015, il remporte la médaille de bronze lors des Jeux panaméricains à Toronto et termine 6e des championnats du monde de Pékin .

### 2016:4edes Jeux Olympiques de Rio
En mai, il améliore le record du Brésil sur 20 km en 1 h 20 min 20 s  lors des Championnats du monde par équipes de marche 2016. Il participe aux Jeux olympiques d'été de 2016 à Rio en doublant 20 km et 50 km marche. Le 12 août, il termine 4e du 20 km marche à 5 secondes de la médaille de bronze en battant le record national en 1 h 19 min 42 s. Il passe pour la première fois sous la barre de 1 h 20 min. Sept jours plus tard, le 19 août il termine 9e du 50 km marche derrière Yohann Diniz en 3 h 47 min 02 s et bat également le record du Brésil de l'épreuve.

### 2017:3eaux Mondiaux de Londres
Lors des championnats du monde de Londres, il bat de nouveau son record national et décroche la médaille de bronze en 1 h 19 min 4 s. C'est la 13e médaille brésilienne lors d'un championnat du monde et la première dans une épreuve de marche. Il termine 2e du Challenge mondial de marche 2017, avec 25 points.
Il remporte le prix du sportif brésilien de l'année 2017: prix décerné par les fans par le Comité Olympique Brésilien.

### 2018: 6 mois de suspension
Il est suspendu six mois à compter du 1er mars 2018 par l'AIU à la suite de la prise d'un diurétique (Bumetanide),.

### 2019
Le 8 juin à La Corogne, il bat son record personnel sur 20 km en réalisant 1 h 18 min 47 s. Aux Jeux Panaméricains de Lima, il s'aligne sur 20 km et 50 km et termine respectivement 2e et 4e. Il termine 13e des Championnats du monde de Doha en 1 h 31 min 32 après avoir été arrêté 2 min dans la zone de pénalité à la suite de trois cartons rouges.

## Vie privée
Sa mère, Gianetti Bonfim a également été une athlète spécialiste de la marche de niveau international, plusieurs fois championne du Brésil sur 10 km et 20 km marche.
Caio est entraîné par ses parents João Sena Bonfim et Gianetti Sena dans la ville de Sobradinho à côté de Brasilia.

## Palmarès

### International
| Date | Compétition                      | Lieu                 | Résultat | Épreuve                   | Temps              |
| ---- | -------------------------------- | -------------------- | -------- | ------------------------- | ------------------ |
| 2011 | Championnats du monde            | Daegu                | 17e      | 20 km marche              | 1 h 24 min 29 s    |
| 2011 | Championnats d'Amérique du sud   | Buenos Aires         | 4e       | 20 km marche              | 1 h 20 min 58 s 5  |
| 2011 | Jeux panaméricains               | Guadalajara          | —        | 20 km marche              | DQ                 |
| 2012 | Jeux olympiques                  | Londres              | 38e      | 20 km marche              | 1 h 24 min 45 s    |
| 2013 | Championnats du monde            | Moscou               | —        | 20 km marche              | DQ                 |
| 2013 | Championnats d'Amérique du sud   | Carthagène des Indes | 1er      | 20 km marche              | 1 h 24 min 28 s 72 |
| 2015 | Jeux panaméricains               | Toronto              | 3e       | 20 km marche              | 1 h 24 min 43 s    |
| 2015 | Championnats du monde            | Pékin                | 6e       | 20 km marche              | 1 h 20 min 44 s    |
| 2016 | Championnats du monde par équipe | Rome                 | 8e       | 20 km marche              | 1 h 20 min 20 s    |
| 2016 | Jeux olympiques                  | Rio de Janeiro       | 4e       | 20 km marche              | 1 h 19 min 42 s    |
| 2016 | Jeux olympiques                  | Rio de Janeiro       | 9e       | 50 km                     | 3 h 47 min 02 s    |
| 2017 | Championnats du monde            | Londres              | 3e       | 20 km marche              | 1 h 19 min 04 s    |
| 2019 | Jeux panaméricains               | Lima                 | 2e       | 20 km marche              | 1 h 21 min 57 s    |
| 2019 | Jeux panaméricains               | Lima                 | 4e       | 50 km                     | 3 h 57 min 54 s    |
| 2019 | Championnats du monde            | Doha                 | 13e      | 20 km marche              | 1 h 31 min 32 s    |
| 2021 | Jeux olympiques                  | Tokyo                | 13e      | 20 km marche              | 1 h 23 min 21 s    |
| 2022 | Championnats ibéro-américains    | La Nucia             | 2e       | 10 000 m marche           | 39 min 57 s 59     |
| 2022 | Championnats du monde            | Eugene               | 6e       | 20 km marche              | 1 h 19 min 51 s    |
| 2023 | Championnats du monde            | Budapest             | 3e       | 20 km marche              | 1 h 17 min 47 s    |
| 2023 | Jeux panaméricains               | Santiago             | 2e       | 20 km marche              | 1 h 19 min 24 s    |
| 2024 | Jeux olympiques                  | Paris                | 2e       | 20 km marche              | 1 h 19 min 9 s     |
| 2024 | Jeux olympiques                  | Paris                | 7e       | Marche par équipes mixtes | 2 h 54 min 8 s     |

### National
- Championnats de Brésil d'athlétisme :
  - vainqueur du 20 km marche en 2016[11], 2017[12], 2018[13], 2019[14]
- Coupe du Brésil de marche : 
  - vainqueur du 20 km marche en 2019[15]

## Records
| Épreuve         | Temps             | Date            | Lieu           | Note             |
| --------------- | ----------------- | --------------- | -------------- | ---------------- |
| 10 000 m marche | 39 min 57 s 59    | 21 mai 2022     | La Nucia       |                  |
| 10 km marche    | 39 min 3 s        | 30 avril 2023   | Madrid         |                  |
| 20 000 m marche | 1 h 19 min 52 s 1 | 27 juin 2024    | São Paulo      | AR               |
| 20 km marche    | 1 h 17 min 44 s   | 3 mars 2024     | Taicang        | Record du Brésil |
| 35 km marche    | 2 h 25 min 14 s   | 24 juillet 2022 | Eugene         | Record du Brésil |
| 50 km marche    | 3 h 47 min 02 s   | 16 août 2016    | Rio de Janeiro | Record du Brésil |